# Thales (Mondkrater)
Thales ist ein Einschlagkrater im Nordosten der Mondvorderseite. Er liegt westlich des Kraters Strabo und nordwestlich der Wallebene De La Rue (Mondkrater).
Der Krater ist tief und wenig erodiert.
Im Kraterinneren erhebt sich ein zirka 520 m hoher Zentralberg.
Die Entstehungszeit des Kraters fällt in das kopernikanische Zeitalter.
1892 wurden von Edward Barnard am Krater Thales transiente Phänomene beobachtet. Barnard berichtet, er habe am 31. März 1892, als sich der Krater in der Nähe des Terminators befand, einen ausgeprägten Dunst im Inneren und über dem Kraterrand beobachtet.
| Buchstabe | Position           | Durchmesser | Link |
| --------- | ------------------ | ----------- | ---- |
| A         | 58,55° N, 40,89° O | 12 km       |      |
| E         | 57,2° N, 43,17° O  | 29 km       |      |
| F         | 59,34° N, 42,08° O | 37 km       |      |
| G         | 61,73° N, 45,51° O | 11 km       |      |
| H         | 60,38° N, 48,07° O | 11 km       |      |
| W         | 58,57° N, 39,86° O | 6 km        |      |

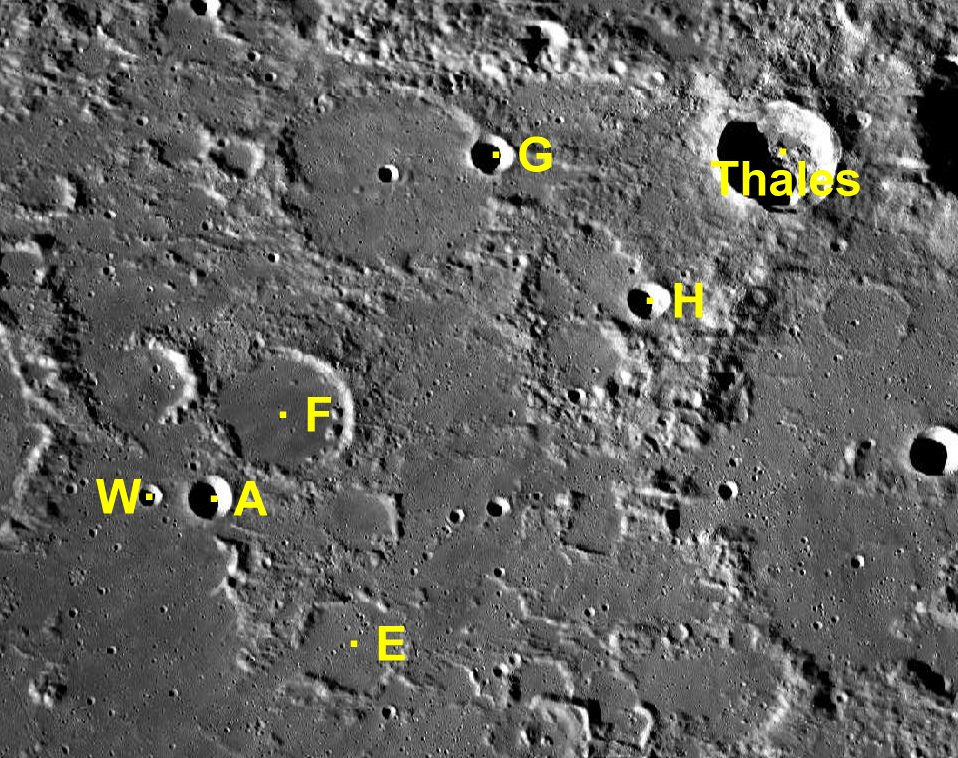
Thales und seine Nebenkrater

Der Krater wurde 1935 von der IAU nach dem griechischen Philosophen und Astronomen Thales von Milet offiziell benannt.